# Titularbistum Praecausa
Praecausa war eine antike Stadt in der römischen Provinz Byzacena bzw. Africa proconsularis in der Sahelregion von Tunesien.
Praecausa (ital.: Precausa) ist ein ehemaliges Bistum der römisch-katholischen Kirche und heute ein Titularbistum.
| Titularbischöfe von Praecausa |                                |                                                                                   |                   |                   |
| Nr.                           | Name                           | Amt                                                                               | von               | bis               |
| 1                             | Manuel de Medeiros Guerreiro   | Altbischof von Nampula (Portugiesisch-Ostafrika)                                  | 30. November 1966 | 27. Januar 1971   |
| 2                             | Rosalio José Castillo Lara SDB | Koadjutorbischof von Trujillo (Venezuela) Kurienbischof                           | 26. März 1973     | 25. Mai 1985      |
| 3                             | Joseph John Gerry OSB          | Weihbischof in Manchester (USA)                                                   | 4. Februar 1986   | 27. Dezember 1988 |
| 4                             | Józef Wysocki                  | Weihbischof in Ermland Weihbischof in Elbląg (Volksrepublik Polen/Republik Polen) | 6. April 1989     |                   |